# Cour-et-Buis
Cour-et-Buis é uma comuna francesa na região administrativa de Auvérnia-Ródano-Alpes, no departamento de Isère. Estende-se por uma área de 13,73 km². Em 2010 a comuna tinha 925 habitantes (densidade: 67,4 hab./km²).